# دنیس ایستومین
 دنیس ایستومین (انگلیسی: Denis Istomin؛ زادهٔ ۷ سپتامبر ۱۹۸۶) یک تنیس‌باز اهل ازبکستان است.